# SN 1604
SN 1604, или Сверхновая Кеплера — сверхновая звезда в нашей Галактике, вспыхнувшая осенью 1604 года в созвездии Змееносца, приблизительно в 6 тысячах парсек (~20 тысяч световых лет) от Солнечной системы. Максимальная видимая звёздная величина достигла −2,5m.

## Наблюдения
Впервые эту сверхновую звезду заметили 9 октября 1604 года европейские наблюдатели. В китайских источниках звезда упоминается начиная с 10 октября, а в корейских — с 13 октября. Звезда была видима на небе в течение одного года.
Большой вклад в наблюдение сверхновой внёс немецкий астроном Иоганн Кеплер, поэтому сверхновую часто называют сверхновой Кеплера. Впервые он увидел «новую звезду» 17 октября (столь позднее начало наблюдений объясняется плохой погодой). Результаты наблюдений были опубликованы Кеплером в работе De Stella Nova in Pede Serpentarii в 1605 году.
Остаток сверхновой был обнаружен в оптическом диапазоне в 1930-х годах немецким астрономом Вальтером Бааде с помощью 2,5-метрового телескопа обсерватории Маунт-Вильсон.

## Изображения
Гал.долгота 4,5145° 

Гал.широта +6.8405° 

Расстояние 20 000 св. лет